# Kamienica przy ul. Floriańskiej 5 w Siedlcach

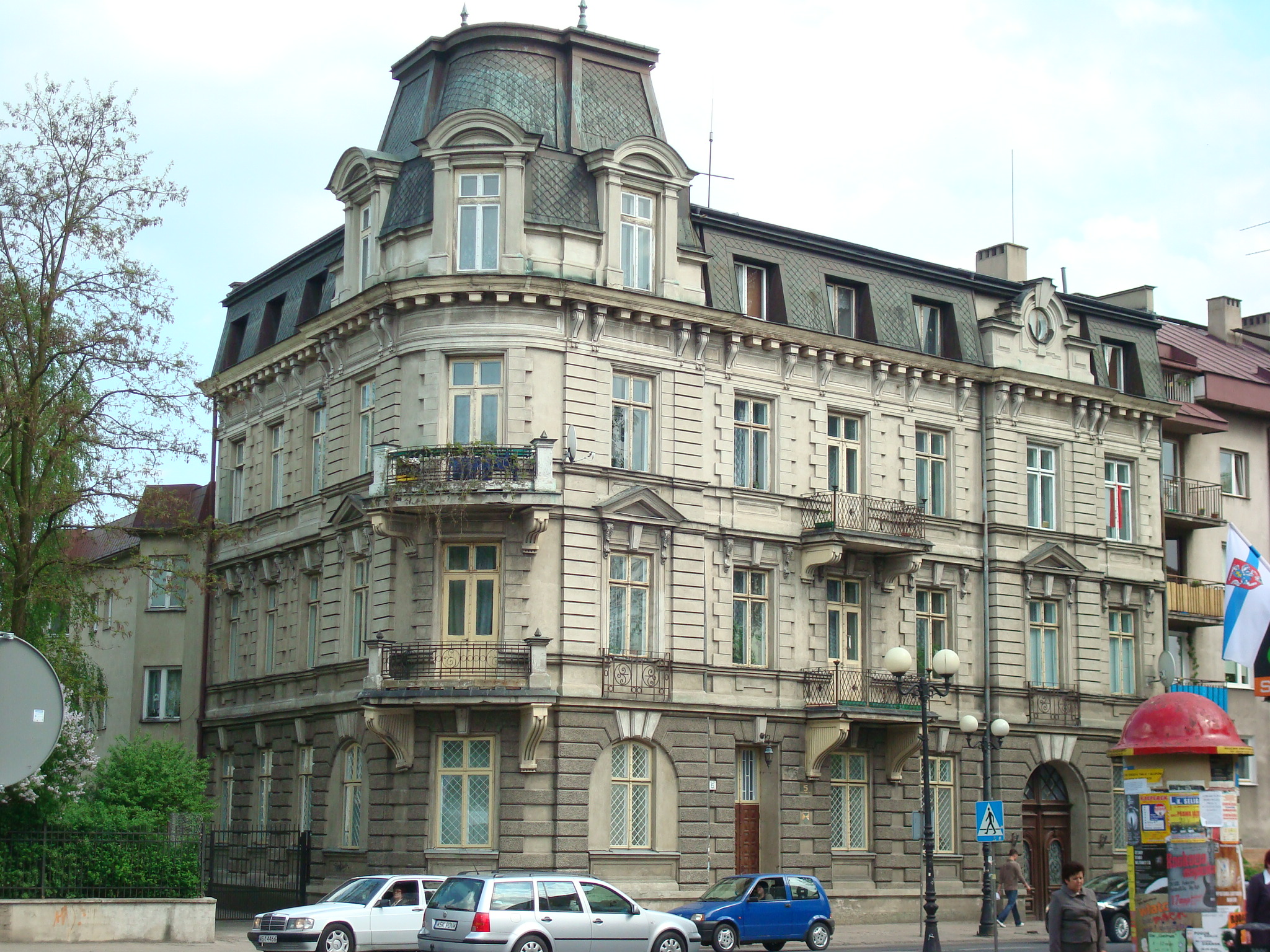
Kamienica przy ul. Floriańskiej 5

Zabytkowa kamienica przy ul. Floriańskiej 5 w Siedlcach – budowla późnobarokowa wzniesiona prawdopodobnie w końcu XIX wieku. Obecnie kamienica jest własnością parafii św. Stanisława, łączy w sobie elementy renesansu, baroku i klasycyzmu.
 Budynek wpisany jest do rejestru zabytków pod nr rej.: 387 z 25.10.1986